# Balmacara
Balmacara (Schots-Gaelisch: Baile Mac Carra) is een dorp in de Schotse lieutenancy Ross and Cromarty in het raadsgebied Highland op de oevers van Loch Alsh in de buurt van Kyle of Lochalsh.